# New York Red Bulls 2018
 Questa voce raccoglie le informazioni riguardanti il New York Red Bulls nelle competizioni ufficiali della stagione 2018.

## Stagione
I New York Red Bulls, allenati inizialmente da Jesse Marsch poi avvicendato da Chris Armas, terminano il campionato al 1º posto di Eastern Conference e anche nella classifica generale, vincendo per la terza volta nella propria storia il Supporters' Shield stabilendo altresì, con 71 punti, il nuovo record in MLS. Nella U.S. Open Cup, dopo aver vinto per 4-0 il Derby dell'Hudson River, la squadra viene eliminata agli ottavi di finale dai Philadelphia Union. In CONCACAF Champions League i NYRB raggiungono le semifinali, dove vengono eliminati nel doppio confronto dai messicani del Guadalajara in virtù della sconfitta maturata per 1-0 in trasferta e del pari a reti inviolate alla Red Bull Arena.

## Maglie e sponsor
| Casa | Trasferta |

## Rosa

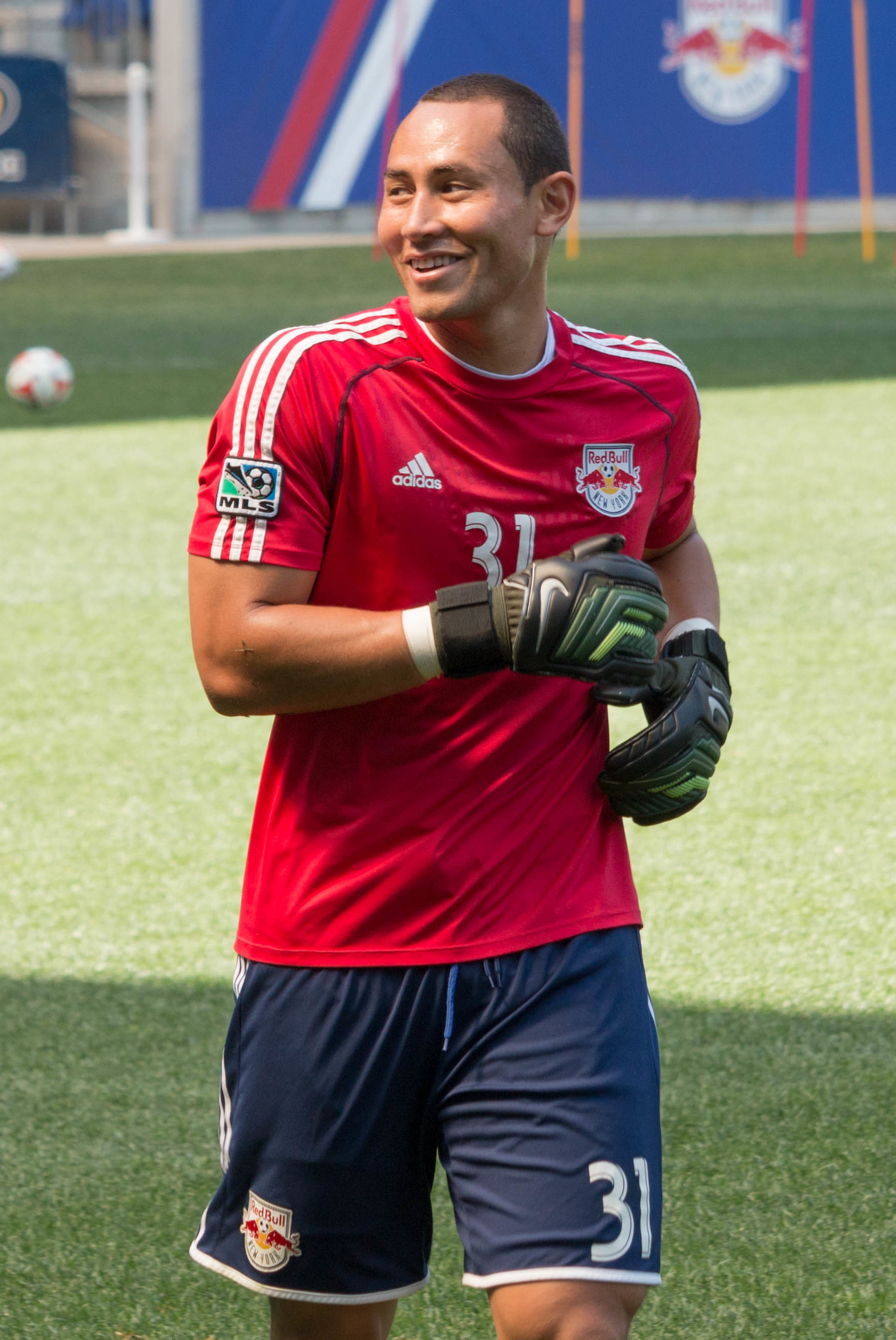
Luis Robles, il capitano della squadra

| N. |                        | Ruolo | Calciatore            |
| -- | ---------------------- | ----- | --------------------- |
| 4  | Stati Uniti (bandiera) | C     | Tyler Adams           |
| 5  | Stati Uniti (bandiera) | D     | Connor Lade           |
| 6  | Stati Uniti (bandiera) | D     | Kyle Duncan           |
| 7  | Haiti (bandiera)       | C     | Derrick Etienne       |
| 8  | Brasile (bandiera)     | C     | Felipe                |
| 9  | Romania (bandiera)     | C     | Andreas Ivan          |
| 10 | Paraguay (bandiera)    | C     | Kaku                  |
| 11 | Colombia (bandiera)    | A     | Carlos Rivas          |
| 13 | Camerun (bandiera)     | A     | Anatole Abang         |
| 17 | Stati Uniti (bandiera) | C     | Ben Mines             |
| 18 | Stati Uniti (bandiera) | P     | Ryan Meara            |
| 19 | Stati Uniti (bandiera) | A     | Alex Muyl             |
| 22 | Francia (bandiera)     | C     | Florian Valot         |
| 23 | Venezuela (bandiera)   | C     | Cristian Cásseres Jr. |

| N. |                        | Ruolo | Calciatore              |
| -- | ---------------------- | ----- | ----------------------- |
| 26 | Stati Uniti (bandiera) | D     | Tim Parker              |
| 27 | Stati Uniti (bandiera) | C     | Sean Davis              |
| 29 | Panama (bandiera)      | D     | Fidel Escobar           |
| 31 | Stati Uniti (bandiera) | P     | Luis Robles (capitano)  |
| 33 | Stati Uniti (bandiera) | D     | Aaron Long              |
| 42 | Stati Uniti (bandiera) | A     | Brian White             |
| 47 | Camerun (bandiera)     | D     | Hassan Ndam             |
| 62 | Panama (bandiera)      | D     | Michael Murillo         |
| 77 | Austria (bandiera)     | C     | Daniel Royer            |
| 78 | Francia (bandiera)     | D     | Aurélien Collin         |
| 88 | Francia (bandiera)     | C     | Vincent Bezecourt       |
| 90 | Germania (bandiera)    | C     | Marc Rzatkowski         |
| 92 | Giamaica (bandiera)    | D     | Kemar Lawrence          |
| 99 | Inghilterra (bandiera) | C     | Bradley Wright-Phillips |

## Risultati

### Major League Soccer

#### Play-off
| Arbitro: | Saghafi |

|            |           |  |
| Zardes 62’ | Marcatori |  |

| Arbitro: | Kelly |

|                         |           |  |
| Muyl 17’ Royer 73’, 76’ | Marcatori |  |

| Arbitro: | Stott |

|                                         |           |  |
| Martínez 32’ Escobar 71’ Villalba 90+5’ | Marcatori |  |

| Arbitro: | Marrufo |

|              |           |  |
| Parker 90+4’ | Marcatori |  |

### U.S. Open Cup
| Arbitro: | Bazakos |

|                                      |           |  |
| Bezecourt 2’ Long 52’ Royer 87’, 89’ | Marcatori |  |

| Arbitro: | Freemon |

|                          |           |                     |
| Medunjanin 52’ Burke 61’ | Marcatori | 77’ Wright-Phillips |

### Champions League
| Arbitro: | Pitti |

|                 |           |           |
| Moya 73’ (rig.) | Marcatori | 31’ Royer |

| Arbitro: | Montero |

|                               |           |  |
| Wright-Phillips 54’ Davis 64’ | Marcatori |  |

| Arbitro: | Ward |

|  |           |                         |
|  | Marcatori | 9’, 67’ Wright-Phillips |

| Arbitro: | Matamoros |

|                                   |           |             |
| Adams 28’ Rzatkowski 70’ Kaku 76’ | Marcatori | 10’ Mendoza |

| Arbitro: | Pitti |

|              |           |  |
| Brizuela 26’ | Marcatori |  |

| Harrison (New Jersey) 10 aprile 2018 Semifinale – Ritorno | N.Y. Red Bulls | 0 – 0 referto | Guadalajara | Red Bull Arena (23 623 spett.)\| Arbitro: \| López \| |
| Arbitro:                                                  | López          |               |             |                                                       |

## Statistiche

### Statistiche di squadra
| Competizione        | Punti | Totale | Totale | Totale | Totale | Totale | Totale | DR  |
| Competizione        | Punti | G      | V      | N      | P      | Gf     | Gs     | DR  |
| ------------------- | ----- | ------ | ------ | ------ | ------ | ------ | ------ | --- |
| Major League Soccer | 71    | 34     | 22     | 5      | 7      | 62     | 33     | +29 |
| Play-off            | -     | 4      | 2      | 0      | 2      | 4      | 4      | 0   |
| U.S. Open Cup       | -     | 2      | 1      | 0      | 1      | 5      | 2      | +3  |
| Champions League    | -     | 6      | 3      | 2      | 1      | 8      | 3      | +5  |
| Totale              | -     | 46     | 28     | 7      | 11     | 79     | 42     | +37 |